# Vince Melouney
Vince Melouney (poznat još kao Vince Maloney, 18. kolovoza 1945., Sydney, Australija), bio je član i osnivač australskog sastava 'Billy Thorpe & The Aztecs', svirajući u njemu prvu gitaru od 1963. – 1965. Nakon toga svira uživo s Tonyjem Barberom pod imenom 'Vince & Tony's Two'.
Nakon što je preselio u Veliku Britaniju 1967. godine, bio je pozvan da se uključi u sastav Bee Gees, krajem 1960-ih. U sastavu je svirao prvu gitaru i s njima je snimio prva tri međunarodna albuma, Bee Gees' 1st, Horizontal i Idea.
1969. godine osniva uživo sastav koji se zove 'Fanny Adams', s Dougom Parkinsonom kao pjevačem, Teddyjem Toiem na bas-gitari i Johnnyjem Dickom na bubnjevima. U ovoj postavi snimili su i jedan LP.

## Životopis

### Glazbeni počeci
Vince Melouney rođen je 18. kolovoza 1945. godine u Sydneyu, Australija. Početkom 1963. Vince Melouney slušajući novu glazbu odlazi u Englesku. Njegova ideja je bila da osnuje sastav pod utjecajem tog novog zvuka i istovremeno stvori nešto jedinstveno u Australiji. S prijateljem John "Bluey" Watson osniva sastav 'Vibratones' s kojim svira instrumentalnu surf glazbu. Do kraja godine Vince i John imaju nove ideje o svojoj budućnosti i formiraju novi sastav koji se zove 'The Aztecs', još jedan instrumentalni sastav gdje Vince svira prvu gitaru, John bas-gitaru, Kol Baigent bubnjeve, Valentine Jones ritam gitaru i Johnny Nobles vokal.
Početkom 1964. Johnny Nobles i Valentine Jones odlaze iz sastava, a njih dvojicu zamjenjuju Tony Barbe na ritam gitari i Billy Thorpe na vokalu. Sastav tada mijenja ime i postaju poznati kao 'Billy Thorpe & The Aztecs'. Redovno sviraju u Sydneyu po raznim klubovima i mjestima kao što su Surf City in Kings Cross i The Beach House. Prvi singl objavljuju 1964. godine, na kojemu se nalaze skladbe "Blue Day" a/b "You Don't Love Me", i dolaze na top ljestvice u Sydneyu. Njihov sljedeći singl "Poison Ivy" dolazi na #1 australske nacionalne top ljestvice, gdje se na Top 40 zadržava 16 tjedana. Nakon tog uspjeha, mijenjaju izdavača i potpisuju ugovor s diskografskom kućom 'Australian Parlophone', za koju izdaju nekoliko singlica i svoj prvijenac studijskog albuma. 1965. godine Vince Melouney i Tony Barber odlaze iz sastava i počinju raditi kao dvojac pod imenom 'Vince & Tony two'.
Početkom 1966. Vince Melouney formira novi sastav pod imenom 'The Vince Melouney sect'. Objavljuju singl sa skladbama "She's A Yum Yum" a/b "No Good Without You" koji odmah postaje hit, osobito u području Melbournea. Nakon toga izdaje svoj solo singl na kojemu se nalaze skladbe "I Need Your Lovin' Tonight" a/b "Mystery Train", a njihov producent je Nat Kipner. Kipner ga je nakon toga često puta zvao da svira na raznim snimkama za Bee Gees. Svirao je na skladbama koje su snimljene na raznim albumima poput Spicks and Specks i kompilaciji Inception / Nostalgia.

### Bee Gees karijera
U listopadu 1966. Vince odlazi u London, kako bi nastavio svoju glazbenu karijeru. U to vrijeme u London dolazi i Bee Gees, nakon što su potpisali ugovor s Robertom Stigwoodom. Preko 'Easy Beatsa' (koji su također bili u Londonu), Vince je čuo da su braća Gibb u gradu i ostvario je kontakt s njima. Izrazio je želju da se pridruži sastavu i nakon što je Bee Gees završio sa snimanjem svog albuma Bee Gees' 1st, Vince postaje njihov peti član. Ova odluka se pokazala odličnom, jer na sljedećim albumima Bee Gees zvuči drugačije, a Vincevo sviranje gitare više je istaknuto na nekoliko skladbi. U sastavu ostaje do kraja 1968. kada su već stekli svjetsku slavu.
Nakon objavljivanja albuma Idea, Vince odlazi iz sastava radi različitih mišljenja između braće i njega. On je htio da se glazbi doda više rock and roll zvuka, ali braća su svoj daljnji rad vidjeli u baladama. Na kraju Vince odlazi, ali su se dogovorili da snime još nekoliko skladbi za novi album.

### Solo karijera
Vince je započeo snimanje svog solo albuma, koji je u javnosti bio najavljen kao Maiden Voyage, međutim materijal nikad nije bio dovršen. U isto vrijeme sastav 'Ashton, Gardner & Dyke' traže producenta i zamjenu za njihovog gitaristu (koji je otišao u sastav'Yes'). Vince prihvaća taj posao ali ne ostaje dugo radi glazbenih razlika.
Vince okuplja hard rock sastav i potpisuje ugovor za snimanja s 'MCA Recordsom'. Stupio je u kontakt sa svojim starim prijateljem Teddyjem Toiem s kojim je u Londonu radio na raznim snimanjima. U lipnju 1970. godine sastavio je skupinu pod imenom 'Fanny Adams', a čine ga članovi Vince Melouney (gitara), Johnny Dick (bubnjevi), Doug Parkinson (vokal) i Teddy Toi (bas-gitara). Snimali su materijal za jedan studijski album kojeg su nazvali Fanny Adams, a sastojao se od teških  riffova na gitari i žestoke vokalne izvedbe. Imali su nekoliko nastupa po Australiji, a nastupili su i na 'Myponga festivalu' u siječnju 1971. godine. MCA objavljuje jedan singl s albuma  "Got To Get A Message To You" (koji je njihovo originalno djelo, a ne skladba pod istim imenom od Bee Geesa), potpomognut s još jednom skladbom "They're All Losers, Honey". Na žalost raspali su odmah nakon objavljivanja albuma 1971. godine.
Vince Melouney prihvaća poziv sastava 'The Cleves' iz Novog Zelanda za australsku turneju. Nakon toga svira u Melbourneu sa svojim sastavom 'Flite'. Nakratko se pridružio kao član sastavu 'Barrie McAskill People', prije nego što je prihvatio ponudu glazbenog direktora 'New Seekersa' za njihovu englesku turneju.

### Novije vrijeme
Jedno vrijeme provodi vrijeme baveći se svojim drugim strastima u životu, a 1980. vraća se u Australiju kako bi svirao na turneji Johna Paula Younga.
Vince je bio uključen u filmsku industriju 'Film & Advertising Industry' iz Sydneya, za koju je pisao glazbu kada je 1990. godine preselio u Queensland.
Glazbeni rad s uživo izvedbama ponovo je postao dio njegovog života. Osim što izvodi mnoge koncerte sa svojim sastavom širom zemlje, Vince je svih godina bio pozvan da svira na svim važnijim glazbenim događajima.

## Diskografija

### Billy Thorpe & The Aztecs
Singlovi
- "Blue Day" a/b "You Don't Love Me" (1964.)
- "Poison Ivy" a/b "Broken Things" (1964.)
- "Mashed Potato" a/b "Don'cha Know" (1964.)
- "Sick And Tired" a/b "About Love" (1964.)
- "Over The Rainbow" a/b "That I Love" (1964.)

Albumi
- Billy Thorpe & The Aztecs (1964.)

### Bee Gees
Singlovi
- "New York Mining Disaster 1941" a/b "I Can't See Nobody" (1967.)
- "To Love Somebody" a/b "Close Another Door" (1967.)
- "Holiday" a/b "Every Christian Lion Hearted Man Will Show You" (1967.)
- "Holiday" a/b "Red Chair Fade Away" (1967.)
- "Massachusetts" a/b "Barker Of The U.F.O." (1967.)
- "Massachusetts" a/b "Sir Geoffrey Saved The World" (1967.)
- "World" a/b "Sir Geoffrey Saved The World" (1967.)
- "Words" a/b "Sinking Ships" (1968.)
- "And The Sun Will Shine" a/b "Really And Sincerely" (1968.)
- "Jumbo" a/b "The Singer Sang His Song" (1968.)
- "I've Gotta Get A Message To You" a/b "Kitty Can" (1968.)
- "I Started A Joke" a/b "Kilburn Towers" (1968.)
- "I Started A Joke" a/b "Swan Song" (1968.)
- "Let There Be Love" a/b "Really And Sincerely" (1969.)

Albumi
- Bee Gees' 1st (1967.)
- Horizontal (1968.)
- Idea (1969.)

### Fanny Adams
Albumi
- Fanny Adams (1971.)

## Vanjske poveznice
- Službene stranice Vincea Melouneya  Arhivirana inačica izvorne stranice od 6. veljače 2009. (Wayback Machine)